# ロックマン2・ザ・パワーファイターズ
『ロックマン2・ザ・パワーファイターズ』（ロックマンツー ザ パワーファイターズ、ROCKMAN2 THE POWER FIGHTERS）は、カプコンより発売された日本のアーケードゲーム。ジャンルはアクションゲームで、1996年に稼動開始した。

## 概要
ロックマンシリーズのアーケード作品2作目であり、移植版を除けば同シリーズ最後のアーケード作品となっている。1995年に稼動した『ロックマン・ザ・パワーバトル』（以下「前作」）をベースにさまざまな要素が付加されている（#前作からの変更点を参照）。
のちに発売された『ロックマン8 メタルヒーローズ』（以下『8』）などで活躍する「デューオ」の初登場作品で、これは『8』との連動やプロモーションを意識して先行登場させたものであったという。なお、時間軸の上では『8』の後日談とされている。

## 前作からの変更点
ボスに怯み値とスーパーアーマー、ガードの導入
前作ではチャージショットかスーパーアーム以外では吹っ飛ばなかったが、今作では怯み値が導入された。攻撃毎に怯み値があり、一定値に達すれば怯み値を達成させた攻撃に応じて敵がリアクションを起こす。
チャージショットとスーパーアーム、あるいは空中で怯み値を達成したなら吹っ飛び、それ以外は怯む。また、弱点武器とチャージアタック、強化チャージショットとスラッシュクロー、ラッシュとゴスペルの体当たり、デューオのチャージショットの場合、吹っ飛びダウンが起きる。
怯み値は怯み動作を起こす度に上昇し、怯ませたり吹っ飛ばすために必要な攻撃回数が多くなる。また、ボスの攻撃の中に動作中はスーパーアーマーが搭載されているものがあり、その動作中に怯み値を満たしても絶対に怯み動作をしない（ダメージはしっかり入る）。
前作でも特定の動作中は無敵になるボスがいたが、今作のほとんどのボスはプレイヤーの攻撃をガードして防ぐことがある。
必殺技の導入
「レバーを上に入れながらチャージショットを放つ」ことで、キャラクターごとに異なる「チャージアタック（必殺技）」と呼ばれる特殊な攻撃を繰り出せるようになった。
チャージアタックはデューオを除き、攻撃判定が発生している時に当たればスーパーアーマー中かガードしてない限り、ボスが必ず吹っ飛びダウンする。
デューオの場合は出始めが確定吹っ飛びではなく、出始め以降を当てて初めて確定で吹っ飛ぶ（強化チャージアタックの場合は2発目の出始め以降）。
試遊版ではジャンプボタンをチャージする仕様だった。
武器の名称変更
ノーマルショットの名称に変化はないが、チャージショットの名称が全キャラクター「チャージショット」になった。
強化チャージショットには名称がある。しかし、デューオのみチャージショット時のボイスがないため、正式名称は不明。
前作のブルースのチャージショット「ブルースストライク」は今作ではチャージアタックの名称に変更された。
弱点武器の演出の追加
前作にも弱点武器は存在したが、本作では最初に弱点武器を当てた時に画面が暗転し、吹っ飛びダウン（一部のボスは専用のやられモーション）をするようになり、視覚的に弱点がわかりやすくなった。また、弱点武器を初めて当てた時はガード中かスーパーアーマー中でない限り、専用の弱点演出と共に怯み値を無視して必ず吹っ飛びダウンをする。
ステージ選択方式の変更
前回ではカーソルの動きがルーレットのようになっていたが、本作ではプレイヤーの任意に動かせるようになった。
ボスの攻撃パターンの変化
本作のボスは最大ライフの半分まで減ると発光するような演出の後、攻撃パターンが変化する。難易度によって何体目から変化するかが変わる。アーケード筐体の設定で1なら4体目、2なら3体目、3なら2体目、4なら最初から変化する。
サポートメカの登場
戦闘中に現れるエディーが、中からロックマンたちをサポートするサポートメカの召喚が可能なアイテムを出す。Dr.ワイリー以外とのボスからランダムに4体のボスにエディーが配置される。エディーは「ボスの攻撃パターンの変化」「制限時間が50秒を切る」「ロックマンたちのライフが残り僅かのピンチになる」のいずれかの条件を満たすと登場する。
「ボスの攻撃パターンの変化」の場合、変化演出が発生しないと出ないのでスーパーアーマー中に一気にライフを削って倒すとエディーは登場せず、難易度のせいで起こらない場合は別の条件を満たす必要がある。また、コンティニュー時にも登場し、その時はワイリー戦でも登場する。
特殊武器の入手の有無
ボスを倒した直後にステージ全体にアイテムがばら撒かれるようになり、その中に含まれる特殊武器入手用のアイテムを入手しなければ特殊武器を装備できないようになった。2人での協力プレイの場合は入手したプレイヤーでしか特殊武器が使えないようになっている。またアイテムそのものが出現しない場合もある。
パワーアップアイテムの登場
コース毎に違うがキャラクターのアクションを強化するパワーアップアイテムがある。最初のボスを倒した後、パワーアップアイテムが残りの5体の中からランダムに配置される（どこに配置されたかは倒さないとわからない）。
パワーアップアイテムを持っているボスを倒すとイベントが発生し、そのパワーアップアイテムを入手できる。なお、パワーアップアイテムを持っているボスが最後になった場合、Dr.ライトのセリフが変わる。

## 登場キャラクター

### メインキャラクター
デューオ以外のプレイヤーキャラクターの内、特に記述のないものは前作の性能に準ずる。

#### プレイヤーキャラクター
ロックマン（Rockman）
チャージアタックはアッパーで上方へ跳び上がる「ロックアッパー」、サポートキャラクターはラッシュ。
ブルース（Blues）
Dr.ライトが製作した試作ロボット。チャージアタックは目の前にエネルギーの塊を設置する「ブルースストライク」。
ブルースストライクは普段は2発しか命中しないが、最大4発命中判定を持つため、ハイパーアーマー中のボスに当てるとフルヒットして大ダメージを与えられる。
サポートキャラクターはビート。
フォルテ（Forte）
声 - とべこーじ
Dr.ワイリーによって製作されたロボット。チャージアタックは後方宙返りをしながらの蹴り技「クレッセントキック」。サポートキャラクターはゴスペル。
フォルテのみ、ノーマルショットの獲得点が異常に高い。また前作からの変更点として、ダッシュが空中でも行えるようになった。
デューオ（Duo）
シリーズにおいて本作品で初めて登場したロボット。今作では目的や正体が一切語られない。
上記の3体と性能を比較すると、体が大きいので攻撃が当たりやすく、ダッシュの「ギガタックル」はさほど姿勢が低くならない上に、ノーマルショットが飛ばない低射程のパンチとわかりやすい弱点を持つ。しかし、チャージショットは3体より威力が高く、怯み条件を満たすと吹っ飛びダウンを誘発させる上、「ギガタックル」は攻撃判定を持っており、攻撃に特化した性能を持つ。
チャージアタックは「アッパー」でボスを上空に打ち上げることができる。その後、追加入力の「ジャイアントナックル」でボスを地面に叩きつけたり、別の攻撃で追い打ちなど、格闘ゲームの要素が強くなっている。
サポートキャラクターはビート。

#### サポートロボット
ラッシュ（Rush）
ロックマン使用時に登場する。出現中はロックマンがチャージショットを放つと同時にラッシュジェットに変形し、ボスに高さを合わせながら体当たり攻撃してくれる。また、ジャンプで背中に乗るとラッシュコイルが作動し、高くジャンプすることができる。
ビート（Beat）
ブルースもしくはデューオ使用時に登場する。出現するとプレイヤーにバリアをつけてくれる。武器エネルギーが続く限り、無敵状態になる。
ゴスペル（Gospel）
フォルテ使用時に登場する。出現中はフォルテがチャージショットを放つと同時に高速で地面を往復して体当たり攻撃してくれる。
エディー（Eddie）
アイテム運搬用サポートロボット。本作では上記3体のサポートロボットを呼び出すためのアイテムを持ってきてくれる。

#### その他
Dr.ライト（Dr. Right）
ステージセレクト画面などに登場。
ロール（Roll）
本作ではエンディングの他、中間デモにも登場する。
ライトット（Rightot）
前作同様、ロックマンのエンディングに登場する。
Dr.ワイリー（Dr. Wily）

### ボスキャラクター
前作同様、歴代のロックマンシリーズのボスキャラクターが登場する。本作ではどのコースでも各作品のボスが入り乱れて登場するようになっており、また全てのボスがチャージショットや弱点武器で仰け反ったり吹っ飛んだりするようになっている。
設定などに関しては解説文中の各作品へのリンクを参照。ここでは本作におけるゲーム上の特徴を中心に述べる。
プレイヤーとコースを選ぶと、ステージセレクト画面に移る前述のとおり完全にプレイヤーの任意でステージ選択可能になっている（ただし時間制限は存在する）。他のもDr.ライトが選択しているボスの弱点武器のヒントを提示したりもする。後に選択したボスほどライフが多くなるのは前作同様。

#### ワイリーを追え
パワーアップアイテムはチャージアタック強化。デューオのみ、ボタンの追加入力が一回増える。
バブルマン（Bubbleman）
『ロックマン2』より。本編では構造上の問題によりジャンプでしか移動できなかったが、本作では水中を泳いで移動する。
水平に移動したのち上下に動きながら弾を撃ってきたり、頭頂部からザコキャラクター入りの泡を発生させたりする。
弱点武器はシャドーブレード。
ヒートマン（Heatman）
『ロックマン2』より。炎を使った攻撃を主体とする。
弱点武器はバブルリード。
シャドーマン（Shadowman）
『ロックマン3』より。忍者の性質を利用した技を得意とする。
ライフが減ると、自来也のように巨大なカエル型のメカを召喚する。
弱点武器はケンタウロスアロー。
ジャイロマン（Gyroman）
『ロックマン5』より。空中戦が得意で、プロペラ型の弾で攻撃してくる。
弱点武器はプラントバリアー。
ケンタウロスマン（Centaurman）
『ロックマン6』より。角を突き立てて突進したり、腕を弓矢型にしてエネルギーの矢（ケンタウロスアロー）を放ったりするほか、『ロックマン7』のザコキャラクター、ヘリメットールを召喚したりもする。
ライフが減ると薙刀を出して突いたり斬りかかったりしてくる。ガード時は盾を出して構える。なお、BGMは『ロックマン7』のジャンクマンステージのアレンジバージョンとなっている。
入手できる特殊武器がケンタウロスフラッシュからケンタウロスアローに変更されている。
弱点武器はジャイロアタック。
プラントマン（Plantman）
『ロックマン6』より。自らにバリアを張って身を護りつつ、種をまいて小型の分身を生み出してくる。
BGMは『ロックマン2』のクラッシュマンステージのアレンジバージョンとなっている。
弱点武器はアトミックファイヤー。

#### ロールを救え
パワーアップアイテムはチャージショット強化。チャージショットの威力が上がる上、デューオ以外のチャージショットでも吹っ飛びダウンするようになり、さらに特殊武器の最大エネルギー量も増える。サポートメカの持続時間が伸びるのでパワーアップアイテムの中でも最も強力と言えるがフォルテのみ、ノーマルショットの獲得点が減ってしまう。
カットマン（Cutman）
『ロックマン』より。前作（および本編）よりさらに多彩な攻撃をする。
弱点武器はスラッシュクロー。
エレキマン（Elecman）
『ロックマン』より。本編でも使用した「サンダービーム」の他、「サンダーボール」といった攻撃のバリエーションも存在。
弱点武器はパワーストーン。
ダイブマン（Diveman）
『ロックマン4』より。本編より突進のバリエーションが多彩になっている。
弱点武器はサンダービーム。
ストーンマン（Stoneman）
『ロックマン5』より。石柱やブロックなど、様々な形に石を操って攻撃する。
弱点武器はクラッシュノイズ。
スラッシュマン（Slashman）
『ロックマン7』より。おおまかな攻撃パターンは前作と同様。
弱点武器はダイブミサイル。
シェードマン（Shademan）
『ロックマン7』より。おおまかな攻撃パターンは前作と同様だが、新たにバットン（コウモリ型の敵キャラクター）を召喚する攻撃が追加されている。
弱点武器はローリングカッター。

#### 新パーツを取り戻せ
パワーアップアイテムはスーパージャンプ。上を入力しながらジャンプすると回転しながら画面上部まで一気にジャンプすることができる。
また、スーパージャンプの回転モーション中は無敵であり、敵の攻撃や空中の接触を回避することができる。
ガッツマン（Gutsman）
『ロックマン』より。おおまかな攻撃パターンは前作と同様。
弱点武器はナパームボム。
エアーマン（Airman）
『ロックマン2』より。本編より発生させる竜巻の数は減ったが、その分巨大になっている。
弱点武器はスーパーアーム。
クイックマン（Quickman）
『ロックマン2』より。その名のとおり、すばやさに長けており、動きに残像が残る。ライフが減ると、さらにスピードアップする。
弱点武器はエアーシューター。
ジェミニマン（Geminiman）
『ロックマン3』より。最初は分身して相手をかく乱させる戦法を使う。分身中はスーパーアーマーで一切怯まない。
弱点武器はファラオウェーブ。
ファラオマン（Pharaohman）
『ロックマン4』より。アストロゾンビーグ（ゾンビ型の敵キャラクター）を召喚したり、太陽エネルギーの衝撃波を出したりする。ガードは目の形をしたシールドを展開する。
入手できる特殊武器がファラオショットからファラオウェーブに変更されている。
弱点武器はクイックブーメラン。
ナパームマン（Napalmman）
『ロックマン5』より。おおまかな攻撃パターンは前作と同様だが、行動パターンの変化時に攻撃がより激しくなる。
弱点武器はジェミニレーザー。

#### その他のボスキャラクター
対応するコースの選択ステージのボスを全員撃破すると戦うことになる。
マッドグラインダー（Mad Grinder）
『ロックマン7』より。「ワイリーを追え」に登場。なお、本編では中ボス。
巨大なロードローラー型のロボットで、本編と同様の頭部のカッター射出や口からの火炎弾で攻撃してくる。また、腕のローラーで打ちつけたりジェット噴射のようなもので上空に舞い上がって落下したりしてプレイヤーを押しつぶそうとする。落下の攻撃は、着地時の地響きを受けると転ばされる。
弱点武器はケンタウロスアロー。
イエローデビル（Yellow Devil）
『ロックマン』より。「ロールを救え」に登場。性能は前作の1〜2コースのものに似ているが、本作では歩いて移動することもある。球状になって浮遊し、目からレーザーを放ったりもする。
弱点武器はサンダービーム。
メカドラゴン（Mecha Dragon）
『ロックマン2』より。「新パーツを取り戻せ」に登場。巨大なドラゴン型のロボットで、原作と同じく宙を飛んで炎を吐いたりするほか、爪でつかんで叩きつけたりもする。また、卵を産み出し、小型のメカドラゴンを出現させて仕向けてくる。原作と同じく頭が弱点。
弱点武器はクイックブーメラン。
ワイリーマシン（Wily Machine）
本作のワイリーマシン。巨大な頭蓋骨の形をしており、当たり判定は操縦席のDr.ワイリーにある。ショット、爆弾、ロックオン爆撃、バウンド弾、ビームが武器。
真シールドアタッカー（「ワイリーを追え」にのみ登場）やトリプロペラン（「ロールを救え」にのみ登場）、小さいメカドラゴン（「新パーツを取り戻せ」にのみ登場）が護衛として呼び出される。
攻撃機能のないワイリーカプセルを搭載しているが、前作のマシンと違い第2形態は存在しない。
弱点武器はバブルリード、スラッシュクロー、ナパームボム。
ワイリーカプセル（Wily Capsule）
攻撃はしてこないが、テレポートで移動する。制限時間があるが、時間切れになってもステージクリアとなる。
弱点武器はシャドーブレード、サンダービーム、エアーシューター。

## 特殊武器

### ワイリーを追え（特殊武器）
バブルリード - バブルマンを撃破
地面に沿って動く泡。性能は本編のものと同じだが、弾が大きい。
アトミックファイヤー - ヒートマンを撃破
地面に沿って火柱が上がる。溜めることで火柱の大きさが増す。
シャドーブレード - シャドーマンを撃破
手裏剣型の武器。撃ち分けられる方向が正面・斜め上・斜め下の3方向、放つと戻ってこず一直線に飛ぶ、ある程度の連射が可能など、本編のものと異なる部分が多い。
ジャイロアタック - ジャイロマンを撃破
正面にプロペラ型の弾を放つ武器。本作ではレバー操作で軌道を曲げることができず、敵を察知して自動的に曲がるように変更された。『ロックマン3』のマグネットミサイルに近い性能になっている。
ケンタウロスアロー - ケンタウロスマンを撃破
前方斜めもしくは正面に飛ぶ矢。
プラントバリア - プラントマンを撃破
植物型のバリアをまとう。発射することもできる。

### ロールを救え（特殊武器）
ローリングカッター - カットマンを撃破
弧を描いて戻ってくる鋏型のブーメラン。攻撃が当たらずに戻ってくると武器エネルギーが回復する。
サンダービーム - エレキマンを撃破
上、下、プレイヤーの向いている方向の3方向に電撃を同時発射。
電撃はそれぞれ独立した攻撃判定を持つので、密着して撃つと全部当てることができ、その時の威力は高威力の特殊武器を弱点のボスに当てた時と同数値になる。
全ての攻撃方法の中で最も最大威力が高い武器だが、密着して撃つ必要があるため、この武器を最大限に生かすにはそれ相応の技術とリスクを背負わなければいけない。
ダイブミサイル - ダイブマンを撃破
追尾機能を持つミサイル。
パワーストーン - ストーンマンを撃破
本編のものとは大幅に性能が異なる武器。石の手が地を這って進んでいく。『ロックマン5』のウォーターウェーブに近い性能になっている。
スラッシュクロー - スラッシュマンを撃破
衝撃波で至近距離の敵を切り裂く武器。前作と違って溜め撃ちができなくなったが、当てると必ず敵を吹っ飛びダウンさせるようになった。威力も高く、必ず敵を吹っ飛びダウンさせるという特性上、武器エネルギーが続く限り、一方的に敵を攻撃することができるため、本作最強の特殊武器。また、三角飛びをした直後にスラッシュクローを放つと自由に左右移動できるようになるのでエネルギーが続く限り、無限三角飛びができる（本来は着地するまで物理的に三角飛びができない）。
使用時には操作キャラクターが「スラッシュ!」と叫ぶようになっており、ポーズも本編のようななぎ払う動作になっている。また、手の大きいデューオはロックマンたちよりリーチが長い。
クラッシュノイズ - シェードマンを撃破
壁に当たると反射する超音波。発射した超音波をプレイヤー自身が受けることで通常の倍の威力を持つ超音波を発射できる。

### 新パーツを取り戻せ（特殊武器）
スーパーアーム - ガッツマンを撃破
放物線を描いて飛ぶ岩を発射。この武器で怯み条件を達成するとボスは吹っ飛ぶ。
エアシューター - エアーマンを撃破
逆放物線を描く単発の竜巻を放つ。
クイックブーメラン - クイックマンを撃破
連射の利くブーメラン。水平に飛んだ後プレイヤーの手元に戻ってくる。『ロックマン4』のリングブーメランに近い軌道を描く。
ジェミニレーザー - ジェミニマンを撃破
壁または画面端で反射するレーザー。本編と異なり敵を貫通する。
ファラオウェーブ - ファラオマンを撃破
プレイヤーの左右に水平に飛ぶ衝撃波を放つ。
ナパームボム - ナパームマンを撃破
地を跳ねるナパーム弾。爆発は連続ヒットする。

## 移植版
前作同様家庭用ハードにも移植されているが、いずれも前作とのカップリング移植となっている。

## スタッフ
- ゲームデザイン：OHKO（大小原宏治）
- プログラマー：廣門輝明、PON（木村嘉宏）、YOU!（山村勇一）
- キャラクターデザイン：坂下眞司、S.YAMASHITA（山下さとる）、SHinya.M（宮本慎弥）、"BA-JI aaSUKI" RUNTA（白浜恒紀）、DJA（中田優希）
- スクロールデザイン：KISABON（木佐貫久司）、BUCHI（田淵亘）、竹田公一、INOYAN（井上孝俊）
- サウンドエフェクト：MOE・T（北村武）
- ミュージック：YUKI（岩井由紀）、Hideki OK（奥河英樹）、角田裕子、甲田雅人、Tatsuro-（鈴木達朗）、西垣俊、山本節生
- ボイスアクター：椎名へきる、山野井仁、とべこーじ、長嶝高士、石森達幸
- プロデューサー：大西よしみ
- ゼネラルプロデューサー：船水紀孝
- スペシャルサンクス：SHOEI（岡野正衛）、SAKOMIZU（迫水新一郎）、GOIDANOKEI（イケノ）、INAFKING（稲船敬二）、本間雅子、加治勇人、石川ヒデキ、加藤弘喜、HERO HERO、SAKI、CHIAKI.S、TOKUKO、SHIRAIWA、MATT TAYLOR、ERIK SUZUKI、JESUS RODORIGUEZ BUENO、HARUMI YAMASHITA